# Certhia
Genre
Certhia est un genre d'oiseaux comprenant un nombre d'espèces discuté, toutes appelées « grimpereaux ».

## Liste d'espèces
D'après la classification de référence (version 2.2, 2009) du Congrès ornithologique international (ordre phylogénique) :
- Certhia familiaris Linnaeus, 1758 — Grimpereau des bois, des forêts du nord de la  zone paléarctique
- Certhia hodgsoni Brooks, 1871 — Grimpereau de Hodgson, quelquefois encore considéré comme sous-espèce de C. familiaris
- Certhia americana Bonaparte, 1838 — Grimpereau brun, espèce de la zone néarctique et du nord de la zone néotropicale, rarement encore considéré comme sous-espèce de C. familiaris
- Certhia brachydactyla C.L. Brehm, 1820 — Grimpereau des jardins, caractéristique du paléarctique occidental, dont l'aire de répartition recouvre partiellement celle du grimpereau des bois.
- Certhia himalayana Vigors, 1832 — Grimpereau de l'Himalaya
- Certhia nipalensis Blyth, 1845 — Grimpereau du Népal
- Certhia discolor Blyth, 1845 — Grimpereau discolore
- Certhia manipurensis Hume, 1881 — Grimpereau du Manipur, quelquefois encore considéré comme sous-espèce de C. discolor
- Certhia tianquanensis Li, 1995 — Grimpereau du Sichuan